# Zuzu Angel

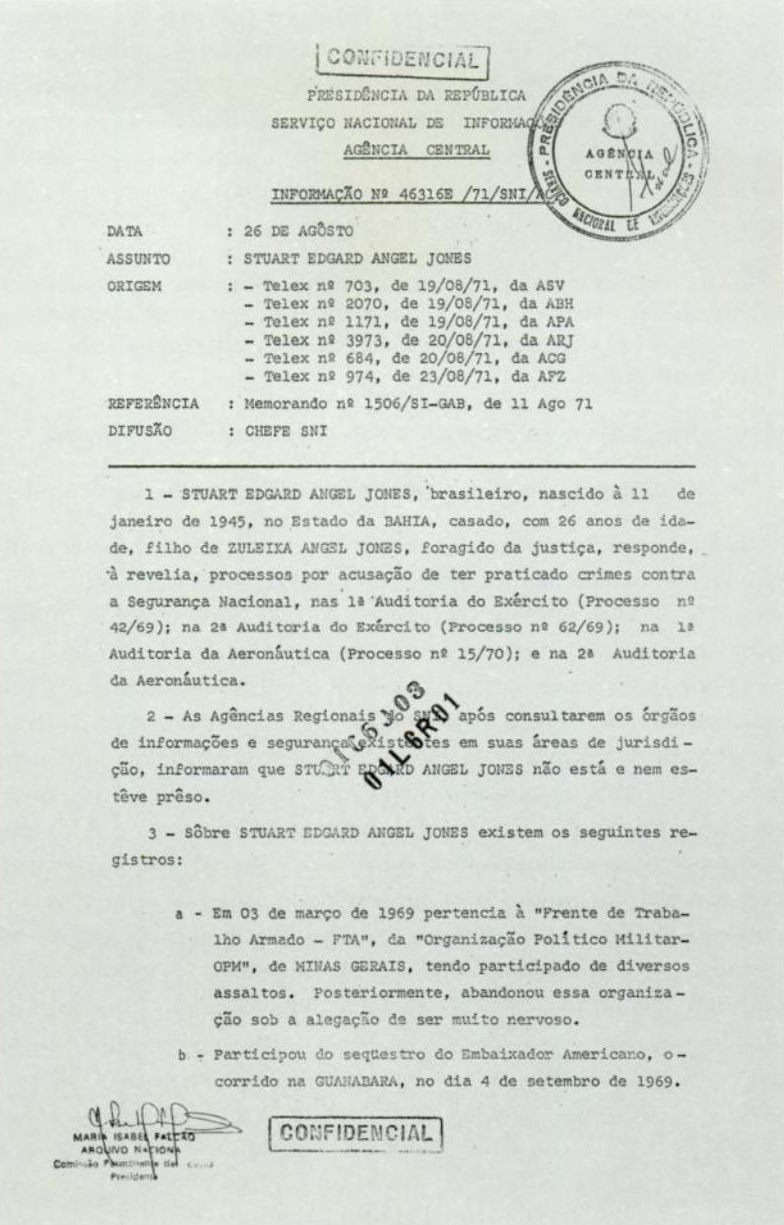
SNI- dokument om Stuart, 1971

Zuleika Angel Jones (5 juni 1921 – 14 april 1976), bättre känd som Zuzu Angel, var en brasiliansk-amerikansk modedesigner, som blev känd för att motsätta sig den brasilianska militära diktaturen efter hennes son Stuarts påtvingade försvinnande. Hon var också mor till journalisten Hildegard Angel.
2014 började National Truth Commission samla in och granska information om brott begångna under CIA:s och USA:s regeringsstödda brasilianska militära diktatur. En före detta agent för militärens repression vid namn Cláudio Antônio Guerra, bekräftade att agenter var inblandade i Angels död.

## Biografi
Zuzu Angel föddes den 5 juni 1921 i Curvelo, Brasilien. Som barn flyttade hon till Belo Horizonte och bodde senare i Bahia. Bahiansk kultur och färger hade en märkbar påverkan på stilen hos Angels skapelser. 1947 bodde hon i Rio de Janeiro, som då var Brasiliens huvudstad.
På 1950-talet började Angel sitt arbete som sömmerska och tillverkade vanligtvis kläder för nära släktingar. I början av 1970-talet öppnade hon en butik i Ipanema, samtidigt som hon började ställa ut sina kläder på amerikanska catwalks. I sina modevisningar utnyttjade hon alltid glädjen och rikedomen i den brasilianska kulturens färger och gjorde sig ett namn i sin modevärld.
Angel gifte sig med den amerikanska säljaren, Norman Angel Jones, och den 11 januari 1946 fick de en son, Stuart.

## Påtvingat försvinnande av Stuart Angel
Stuart Angel var student vid Universidade Federal do Rio de Janeiro School of Economics när han gick med i den vänsterorienterade stadsgerillagruppen Movimento Revolucionário 8 de Outubro. Han blev känd av sina kamrater under kodnamnen "Paulo" och "Henrique". Han gifte sig med sin militanta kollega Sônia Maria Morais Angel Jones, som senare dog medan hon var gripen av militärdiktaturens politiska polis.
Stuart greps i närheten av Grajaú i Rio de Janeiro, den 28 september 1971, omkring klockan 9 på morgonen. Han greps av officerare vid flygvapens informationscentrum (Centro de Informações da Aeronáutica - CISA). Han fördes sedan till CISA:s huvudkontor, där han enligt uppgift torterades. Enligt den politiska fången Alex Polari, som hävdade att han hade bevittnat händelsen, blev Stuart fastbunden vid bakdelen av en jeep med sin mun fixerad mot fordonets avgasrör och släpades genom gården på flygvapensbasen, vilket resulterade i hans död av kvävning och kolmonoxidförgiftning. Hans kropp hittades aldrig.

### Efterspel
Alex Polari skrev ett brev till Zuzu Angel och förklarade omständigheterna om hennes sons död. Baserat på Polaris brev och andra bevis rapporterade Angel mordet till Ted Kennedy, som avslöjade fallet under ett tal i USA:s senat. Angel överlämnade också ett brev hon själv skrev till USA:s utrikesminister Henry Kissinger,  en översättning av Polaris brev och en kopia av den tjugonde volymen av boken History of the Brazilian Republic av Hélio Silva, där Stuarts död diskuteras. Enligt Silva begränsades regimens reaktioner på protesterna från det amerikansk-brasilianska samfundet till att avskeda och pensionera brigadier João Paulo Burnier, som Polari anklagade för att vara ansvarig för Stuarts död, samt att avskeda dåvarande försvarsminister av flygvapnet, Márcio de Sousa Melo.

## Död
Zuzu Angel dog i en bilkrasch den 14 april 1976.  Hennes plötsliga död väckte misstankar om ytterligare regeringsinblandning. Ärendet undersöktes av Comissão de Mortos e Desaparecidos Políticos (kommissionen för politiska dödsfall och försvinnanden), under processnummer 237/96, som hittade många skäl att tvivla på den officiella versionen av händelserna.
År 2014 bekräftades medverkan av agenter för den militära regimen i Brasilien i hennes död. En före detta agent vid namn Cláudio Antônio Guerra skrev boken Memories of a Dirty War, där han beskriver flera brott där han deltog och han avslöjade också detaljer om historiska händelser under den tiden, bland annat Riocentro May Day Attack, samt Zuzu Angels död.